# Perissomastix nox
Perissomastix nox är en fjärilsart som beskrevs av László Anthony Gozmány. Perissomastix nox ingår i släktet Perissomastix och familjen äkta malar. Inga underarter finns listade i Catalogue of Life.